# Yoshi's Safari
Yoshi's Safari es un videojuego de disparos desarrollado y publicado por Nintendo para su Super Nintendo Entertainment System (SNES) en 1993. Es el único juego de la franquicia de Mario que presenta una jugabilidad de disparos en primera persona y requiere la pistola de luz Super Scope de SNES. Como Mario y su mascota dinosaurio Yoshi, el jugador se embarca en una búsqueda para salvar el reino de Jewelry Land de Bowser y sus Koopalings, quienes secuestraron a sus gobernantes y robaron doce gemas. El juego presenta doce niveles en los que el jugador dispara a enemigos como Goombas y Koopas, y recolecta potenciadores y monedas. Al final de cada nivel, el jugador participa en una pelea de jefe con un enemigo, un Koopaling o Bowser. Nintendo encargó a su departamento de R&D1 el desarrollo de Yoshi's Safari en respuesta a la menguante popularidad del Super Scope. Yoshi's Safari fue el primer título de Super Scope que utilizó el modo de gráficos Modo 7 de SNES, y el futuro del periférico dependía del rendimiento del juego.
Nintendo lanzó Yoshi's Safari en Japón y Norteamérica a finales de 1993, y en las regiones PAL al año siguiente. El juego recibió críticas positivas de periodistas de videojuegos, quienes elogiaron su presentación, particularmente las imágenes, y su jugabilidad; algunos lo etiquetaron como el mejor título de Super Scope. Sin embargo, recibió críticas por su corta duración y bajo nivel de dificultad. El juego atrajo poca atención y fracasó comercialmente, atribuido a que su lanzamiento coincidió con una controversia en torno a la reedición del popular juego de arcade Mortal Kombat (1992) para SNES. La mayoría de las adiciones de Yoshi's Safari a la historia de Mario fueron ignoradas en juegos posteriores y nunca se volvió a publicar.

## Jugabilidad
Yoshi's Safari es un videojuego de disparos visto desde una perspectiva en primera persona. El juego cuenta con doce niveles y requiere el Super Scope, un periférico de pistola de luz para Super Nintendo Entertainment System (SNES), para poder jugar. El jugador ve el juego desde la perspectiva de Mario montado en la espalda de su dinosaurio mascota Yoshi y usa el Super Scope para disparar a los enemigos, que incluyen los tradicionales Goombas, Koopas Cheep-Cheeps de la franquicia de Mario. Cuando el jugador dispara el Super Scope, caerá un indicador de potencia; disparar demasiado rápido lo agotará y provocará largas pausas entre disparos, lo que hará que los jugadores sean más vulnerables a los ataques enemigos. El juego presenta un modo multijugador en el que un jugador controla a Mario usando el Super Scope y otro controla a Yoshi usando un controlador de SNES. En el modo para un jugador, Yoshi se controla automáticamente.
Después de seleccionar un nivel del supramundo, el jugador debe superarlo dentro de un límite de tiempo. Además de los enemigos, el jugador dispara bloques con signos de interrogación para ganar monedas, y ganarás una vida extra al recolectar 60. El jugador pierde vidas si los enemigos agotan su barra de salud, si caen a un pozo con menos de tres monedas o si no completan el nivel dentro del tiempo asignado. Perder todas las vidas da como resultado el fin del juego, lo que obliga al jugador a reiniciar. Los niveles presentan caminos bifurcados que conducen a diferentes enemigos y premios, aunque siempre terminan en el mismo camino, lo que conduce a una pelea contra un jefe. Los jefes incluyen a los Koopalings que pilotean mechas gigantes, versiones más grandes de enemigos normales y Bowser. Los [[Potenciador (videojuegos)|potenciadores, como hongos, flores y estrellas, brindan al jugador salud, potencia de fuego e invencibilidad adicionales. Algunos potenciadores sólo se pueden usar durante las batallas contra jefes.
Yoshi's Safari está ambientado en Jewelry Land, un lugar similar al Reino Champiñón—y presenta una historia simple. El antagonista de la serie Bowser y sus Koopalings secuestran a los gobernantes de Jewelry Land, King Fret y Prince Pine, y roban las 12 gemas mágicas que protegen el reino de cualquier daño, provocando un terremoto que lo divide en dos. Uno de los Koopalings, Iggy, diseña poderosos robots que ayudan al ejército de Bowser en su invasión. La Princesa Peach envía a Mario y Yoshi en una misión para derrotar a Bowser, recuperar las gemas y liberar a los dos gobernantes. Cuando el jugador complete el juego, se le dará un [{Trampas en videojuegos|código de trampa]] que, cuando se ingresa en la pantalla de título, aumenta el nivel de dificultad. El juego también tiene una tabla de clasificación para fomentar múltiples partidas y para que los jugadores puedan realizar un seguimiento de sus puntuaciones.

## Desarrollo

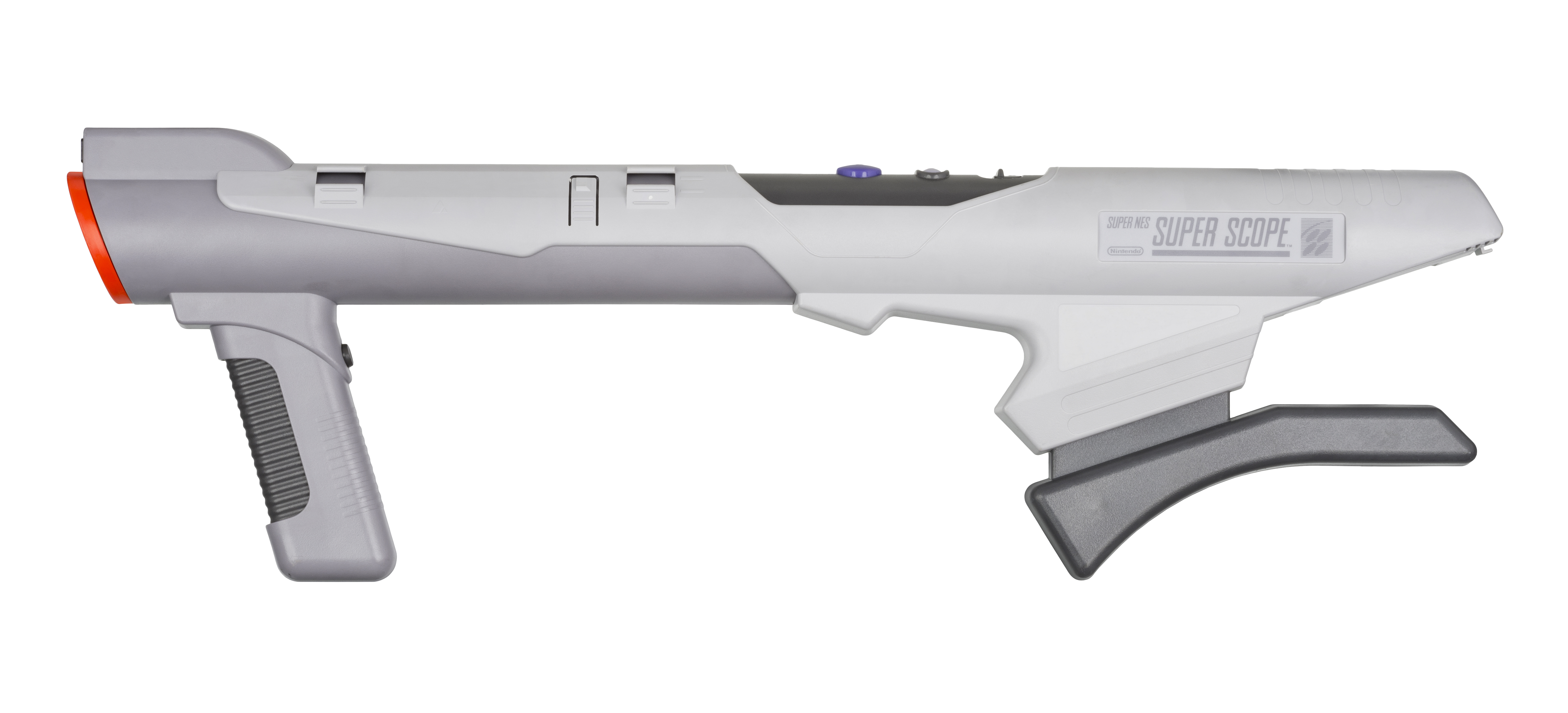
Un Super Scope

En febrero de 1992, Nintendo lanzó Super Scope, un sucesor de su popular NES Zapper para Nintendo Entertainment System. En ese momento, Nintendo estaba en feroz competencia con Sega, una compañía conocida por sus juegos y publicidad «cool», y necesitaba una ventaja sobre este nuevo rival. A diferencia de su predecesor, el Super Scope tuvo sólo un éxito moderado y en 1993 corría el riesgo de caer en la oscuridad. La dirección de Nintendo se dio cuenta de que la relevancia del periférico estaba disminuyendo y encargó al famoso departamento R&D1 de la compañía que desarrollara un juego Super Scope protagonizado por Mario. El futuro del Super Scope dependía del desempeño de este juego. Yoshi's Safari fue el primer juego de Super Scope que utilizó el modo de gráficos Modo 7 de SNES, que creó una impresión de gráficos por computadora en 3D e hizo que el juego fuera más realista.
Nintendo lanzó Yoshi's Safari en Japón el 14 de julio de 1993 bajo el título Yoshi's Road Hunting, y en Norteamérica en septiembre siguiente. Fue lanzado en regiones PAL en 1994. El título no atrajo mucha atención tras su lanzamiento. Su lanzamiento en Norteamérica coincidió con el relanzamiento del popular juego arcade Mortal Kombat (1992), un juego controvertido por su violencia, para SNES y Sega Genesis. Según IGN, la decisión de Nintendo de suavizar la sangre y el gore en la versión de SNES desvió la atención del público de Yoshi's Safari.

## Recepción y legado
Si bien Yoshi's Safari fracasó comercialmente, lo que IGN atribuyó a su dependencia del Super Scope y la debacle de Mortal Kombat, recibió elogios de los periodistas de videojuegos. La presentación, en particular las imágenes, fue bien recibida. Joypad, Electronic Gaming Monthly (EGM), y Nintendo Magazine System consideró los gráficos y el desplazamiento suave entre los aspectos más destacados del juego. Joypad escribió que la animación era fluida y Nintendo Magazine System escribieron los gráficos que se adaptaban al tema de Mario, mientras que Nintendo Power llamó a los personajes coloridos y brillantes. Los Angeles Times elogió el uso del Modo 7 en el juego y describió los gráficos como excelentes y coloridos. Joypad y Nintendo Magazine System elogiaron la música, con la escritura Joypad era simple pero aun así sonaba bien.
Los críticos también elogiaron la jugabilidad, y Joypad y Nintendo Magazine System calificaron a Yoshi's Safari como el mejor título de Super Scope. Joypad elogió el modo multijugador y escribió que, si bien el juego era algo caro, valía la pena comprarlo para los propietarios de Super Scope. El juego tenía más profundidad que otros títulos de Super Scope, escribió Nintendo Magazine System, debido a su variedad y niveles de ramificación. Joypad y Nintendo Power, respectivamente, elogiaron los controles por su capacidad de respuesta y facilidad de uso. Sin embargo, la corta duración y la baja dificultad del juego fueron los principales aspectos de las críticas. Los críticos de Nintendo Magazine System dijeron que terminaron todo el juego de una sola vez y estimaron que proporcionaría como máximo una semana de entretenimiento, mientras que EGM escribió que los jugadores «¡pueden verse tentados a encender su SuperScope  [sic] contra ustedes mismos y terminar con todo!». Nintendo Magazine System y Nintendo Power sugirieron que el juego estaba dirigido a un público más joven, el primero afirmó que los jugadores principiantes disfrutarían, pero que los experimentados se quedarían con ganas de más.
El fracaso de Yoshi's Safari significó que el Super Scope no era comercialmente viable para Nintendo. Al creador de Mario y Yoshi, Shigeru Miyamoto, que estaba trabajando en Super Mario World 2: Yoshi's Island (1995) en ese momento, no le gustaba Yoshi's Safari y se esforzaba por hacer que su juego pareciera más auténtico. Los juegos protagonizados por Yoshi no ganaron mucha popularidad hasta Yoshi's Island, y Yoshi's Safari sigue siendo relativamente oscuro. Las incorporaciones del título a la historia de Mario, como Jewelry Land, fueron ignoradas en juegos posteriores. Yoshi's Safari se destaca por ser el primer juego de Mario en referirse a la princesa como «Peach» en lugar de «Toadstool» en los territorios occidentales, aunque esto no se mantuvo hasta Super Mario 64 (1996). Más tarde, Nintendo reviviría juegos antiguos de su catálogo anterior a través de su servicio de Consola Virtual, pero Yoshi's Safari nunca se volvió a lanzar, e IGN señaló que su 25 aniversario pasó en 2018 con poca fanfarria. El juego sigue siendo el único shooter en primera persona de la franquicia Mario.
IGN lamentó la oscuridad de Yoshi's Safari en una retrospectiva de 2019 y sintió que merecía más reconocimiento, escribir el juego fue y sigue siendo un destacado en la franquicia de Mario. Los «aspectos extravagantes» del título, escribió IGN, como su tema de ciencia ficción (en contraste con el tema de fantasía de los juegos anteriores de Mario), música alegre y el uso del Super Scope, allanaron el camino para los juegos más experimentales de la franquicia, como Mario + Rabbids Kingdom Battle (2017): «aunque lejos de ser perfecto, [Yoshi's Safari] todavía estaba adelantado a su tiempo en ciertos aspectos». El escritor también calificó de «una pena» que el juego nunca se haya vuelto a publicar.